# Weekend Ostermana
Weekend Ostermana – amerykański film sensacyjny z 1983, będący ekranizacją powieści Weekend z Ostermanem Roberta Ludluma.

## Fabuła
Dziennikarz telewizyjny John Tanner wpada na trop tajnej organizacji, która chce pogrążyć Amerykę w największym kryzysie finansowym w dziejach ludzkości. Tanner odkrywa, że do owej organizacji należy kilkoro jego przyjaciół. Wraz z agentem CIA postanawia przeciwstawić się spiskowi, wkrótce jednak będzie musiał przeciwstawić się również samemu agentowi.

## Obsada
Źródło: 
- Rutger Hauer jako John Tanner
- John Hurt jako Lawrence Fassett
- Craig T. Nelson jako Bernard Osterman
- Dennis Hopper jako Richard Tremayne
- Chris Sarandon jako Joseph Cardone
- Meg Foster jako Ali Tanner
- Helen Shaver jako Virginia Tremayne
- Cassie Yates jako Betty Cardone
- Burt Lancaster jako Maxwell Danforth
- Cheryl Carter jako Marcia Heller
- Jimmy Williams jako agent CIA
- Christopher Starr jako Steve Tanner